# Chiamatemi Giò
Chiamatemi Giò è stata una serie televisiva italiana del 2009, prodotta da Disney Channel Italia e dalla Rai per un pubblico di bambini e adolescenti.

## Trama
Chiamatemi Giò racconta di una ragazza di quattordici anni, Giorgina Manzi detta Giò, che dal suo paese, Campo Grugnuccio, si trasferisce in una grande città e comincia il liceo. Oltre al forte cambiamento d'ambiente, la ragazza si troverà costretta ad affrontare i nuovi compagni e inizialmente tutto sembrerà andare storto.

## Produzione
La regia della sitcom è di Daniela Borsese, su sceneggiature di Maria Grazia Cassalia, Mario Cristiani, Sara Fusani, Fabio Paladini, Pietro Parolin e Alessandra Torre. La produzione è affidata a Disney Channel, in associazione con Rai Fiction. Le riprese sono iniziate a luglio 2008.
La sigla della serie, intitolata Hey Giò, è interpretata dal gruppo musicale dARI.
La maggior parte delle riprese sono state effettuate presso l'Istituto Professionale di Moda e Grafica Caterina da Siena di Milano.

## Distribuzione
La prima stagione è stata trasmessa in prima visione assoluta dal 9 febbraio 2009 su Disney Channel, che a quei tempi era un canale televisivo lineare disponibile a pagamento. La seconda stagione è stata trasmessa dal 9 novembre dello stesso anno. A partire dal 5 giugno 2010, inoltre, la serie diventa disponibile anche mediante la televisione gratuita, essendo trasmessa in prima visione su Raidue all'interno della fascia di palinsesto dedicata ai bambini e ragazzi. 

## Episodi
| Stagione         | Episodi | Prima TV Italia |
| ---------------- | ------- | --------------- |
| Prima stagione   | 15      | 2009            |
| Seconda stagione | 20      | 2009            |

## Personaggi
- Giorgina "Giò" Manzi (Sara Santostasi): ragazza responsabile, intelligente e che adora la fotografia trasferitasi con il padre (che la chiama "puzzola") in una grande metropoli. Per gli amici sarà Giò. Innamorata di Filippo, con cui si fidanzerà per breve tempo, si scontrerà con Silvana e Arianna. Costretta a studiare con Ale, capirà in seguito di provare qualcosa per lui. Inizialmente poco attenta al look, cambierà radicalmente il suo modo di vestire in occasione di un appuntamento con Filippo.
- Alessandro "Ale" Facchetti (Simone Previdi): ragazzo chiuso, grande appassionato di surf e completamente disinteressato allo studio. Avrà modo di legare con Giò, che gli darà una mano e della quale si innamorerà. Aiuterà molto Giò. Nella seconda stagione uscirà per un po' con Titti, ma solo perché Giò è fidanzata con Filippo. In seguito lascerà Titti e si fidanzerà con Giò.
- Arianna Testa (Alice Vastano): ragazza vanitosa e disinteressata allo studio. Legherà con Giò solo per migliorare la sua media dei voti ma poi, scoperta da quest'ultima, tornerà a metterle i bastoni tra le ruote. È fidanzata con Filippo, che la lascerà dopo l'ennesimo dispetto a Giò. All'inizio si scontrerà con Silvana, ma poi si alleeranno per sconfiggere Giò in un compito assegnatogli dalla prof. Lombardi.
- Silvana Maltagliati (Carlotta Rossi): ragazza studiosa. Innamorata di Filippo, darà filo da torcere a Giò già dall'inizio. È amata da Furio.
- Filippo Grazioli (Stefano Contieri): ragazzo studioso e ritenuto il più bello della scuola. Amico di Furio, combinerà un guaio durante i preparativi della sfilata e lascerà Giò, anche se poi le chiederà di tornare insieme.
- Furio Poletti (Furio Bigi): ragazzo simpatico, amico di Filippo. Ama Silvana. Legherà con Giò durante un progetto scolastico. Fa parte della air-band dei ragazzi creata dal bidello Nico.
- Galileo Manzi (Andrea Appi): il buffo padre di Giò. Vuole molto bene a sua figlia, che chiama con il soprannome di "puzzola", e vuole che lei resti sempre con lui senza soffrire.
- Iris (Alessandra Guazzini): la vicina di casa della famiglia Manzi. Iris sarà un punto di riferimento per Giò nei momenti più critici. Giò si trasferirà da lei all'inizio della seconda stagione nel periodo in cui il padre partirà per risolvere i problemi di lavoro a Campo Grugnuccio. La andrà a trovare suo nipote Mario.
- Professoressa Lombardi (Margherita Volo): l'insegnante di lettere e di latino di Giò. Anche se punirà Giò e Ale facendo fare loro i compiti insieme tutti i pomeriggi, si rivelerà una persona di enorme sostegno per Giò.
- Professor Grossi (Luis Molteni): l'insegnante di scienze di Giò e il vice preside della scuola. È temuto da tutti i suoi alunni, soprattutto per le sue verifiche a sorpresa. È in perenne competizione con la professoressa Lombardi.
- Bidello Nico (Marco Galluzzi): il bidello della scuola amante del rock e viene rispettato da tutti gli alunni. Sembra severo e fissato con regole, invece è molto simpatico. Crea una band con alcuni ragazzi, tra cui Furio. Finge di avere un gemello per celare la sua passione per la musica classica.
- Mario (Aubrey Adofo Asiedu): il nipote di Iris che si trasferisce in Italia dalla zia per uno scambio culturale. È afroamericano e all'inizio c'è una certa rivalità tra lui e Giò, ma poi sarà un grande sostegno per la ragazza.